# Бранкова улица
| БРАНКОВА · улица             | БРАНКОВА · улица                           |
| ---------------------------- | ------------------------------------------ |
|                              |                                            |
| Општина                      | Општина Стари град (Београд), Савски венац |
| Почетак                      | Зелени венац Ул. царице Милице             |
| Крај                         | Бранков мост Поп-Лукина ул.                |
| Дужина                       | 240 m                                      |
| Ширина                       | 18 до 25 m                                 |
| Створена                     | пре 1720.                                  |
| Названа                      | после 1867.                                |
| Стари називи                 | Господска улица                            |
|                              |                                            |
|                              |                                            |
| Поглед према Бранковом мосту |                                            |

Бранкова улица је београдска улица која се некад звала Господска, а данас је преименована у Бранкову, у почаст српском песнику Бранку Радичевићу, који је тамо становао, у бившој кући бр. 31. Улица се налази у Савском венцу и продужи се у Призренску улицу.
Насупрот погрешном мишљењу да је Бранков мост назван по песнику Бранку Ћопићу који је извршио самоубиство скочивши са тог моста, овај мост је заправо добио име по истоименој, Бранковој улици.
На простору улица Бранкове и маршала Бирјузова налазило се српско гробље, до 1820-тих, када је пренесено на Ташмајдан. Затим је створена улица у којој су куће подизали утицајни људи, господа. Прва велика кућа је припадала Тодору Хербезу, тасту Јеврема Грујића, затим су ту куће имали Матија Бан, Магазиновићи, Јован Стејић, Германови, Стеван Марковић, Алекса Симић, као и Јован Мариновић, чија је кућа касније седиште Академије наука (Стара зграда САНУ).
Пре подизања Земунског моста, Бранкова улица је била тиха, са "џомбастом" турском калдрмом; једном кривином код кафане "Златан коњ" је скретала у Поп-Лукину. Улица је затим просечена право, проширена, многе старе куће су срушене, поплочана је коцком. Стари део улице се нашао три метра изнад новог, нивелација је рађена 1935, многи подруми су постали спратови. Године 1922. у броју 32 се налазило једно од три обданишта у Београду, тј. једно од два за децу од треће до десете године.
Министарство финансија је 1930-тих подигло зграду за другу пореску управу, Финансијску контролу и хемијску лабораторију - данашња Агенција за привредне регистре (темељи освећени у јулу 1937). Зграда у броју 23, до Пореске управе, била је прва у граду подигнута по принципу етажне својине, 36 станова и шест локала је било у сопствености посебних задругара - освећење темеља задружне куће "Шумадија", коју је подизала задруга "Свој дом", обављено је 6. августа 1939.